# Fin de saison (télévision)
Pour les articles homonymes, voir Fin de saison (homonymie).
Le terme fin de saison[réf. nécessaire], ou season finale, désigne le dernier épisode de la saison d'une série télévisée. Dans la plupart des séries, chacune des saisons s'organise autour d'un thème central. Cet épisode constitue souvent un moment crucial dans la mesure où il résout l'intrigue. Le spectateur peut alors découvrir un ou plusieurs bouleversements : la mort d'un personnage principal, la révélation d'une information capitale, la fin d'un affrontement, etc. Ce genre d'épisode jouit d'une tension dramatique élevée, d'un suspense important, et se termine conventionnellement par un cliffhanger censé susciter chez le spectateur une forte envie de connaître la suite.

## Exemples de fins de saison
- Dexter, Saison 6 : Le héros principal réussit à assassiner le tueur en série qui sème la terreur à Miami tout au long de la saison. Cependant, sa sœur découvre qu'il est lui-même tueur en série.
- Desperate Housewives, Saison 5 : Les habitants du quartier caractéristique de la série, découvrent le passé, l'identité et les projets du nouvel époux d'un personnage principal. Ce dernier est envoyé en prison.
- Doctor Who, Saison 5 : Le héros et ses compagnons réussissent à sauver le monde, après avoir découvert l'origine de phénomènes mystérieux. Mais le mystère n'est pas totalement résolu...
- Arrow, Saison 1 : Le personnage principal ne réussit pas complètement à sauver sa ville en partie détruite. De plus, il perd son meilleur ami, grièvement blessé par les décombres.
- Game Of Thrones, Saison 2 : Alors que les menaces pesant sur la famille royale et une des héritières sont terminées, un personnage principal assiste impuissant au retour de créatures effroyables maintes fois évoquées depuis le début de la série.
- The Walking Dead, Saison 2 : Des dissensions éclatent dans le groupe de survivants, reformé mais incomplet. Le leader informe que 'la démocratie vient de mourir', tandis que le spectateur découvre l'existence d'une immense prison tout près du camp.
- House Of Cards : Saison 2 : Le personnage principal atteint enfin son but, devenir président des États-Unis.